# Sportovní gymnastika na Letních olympijských hrách 2016

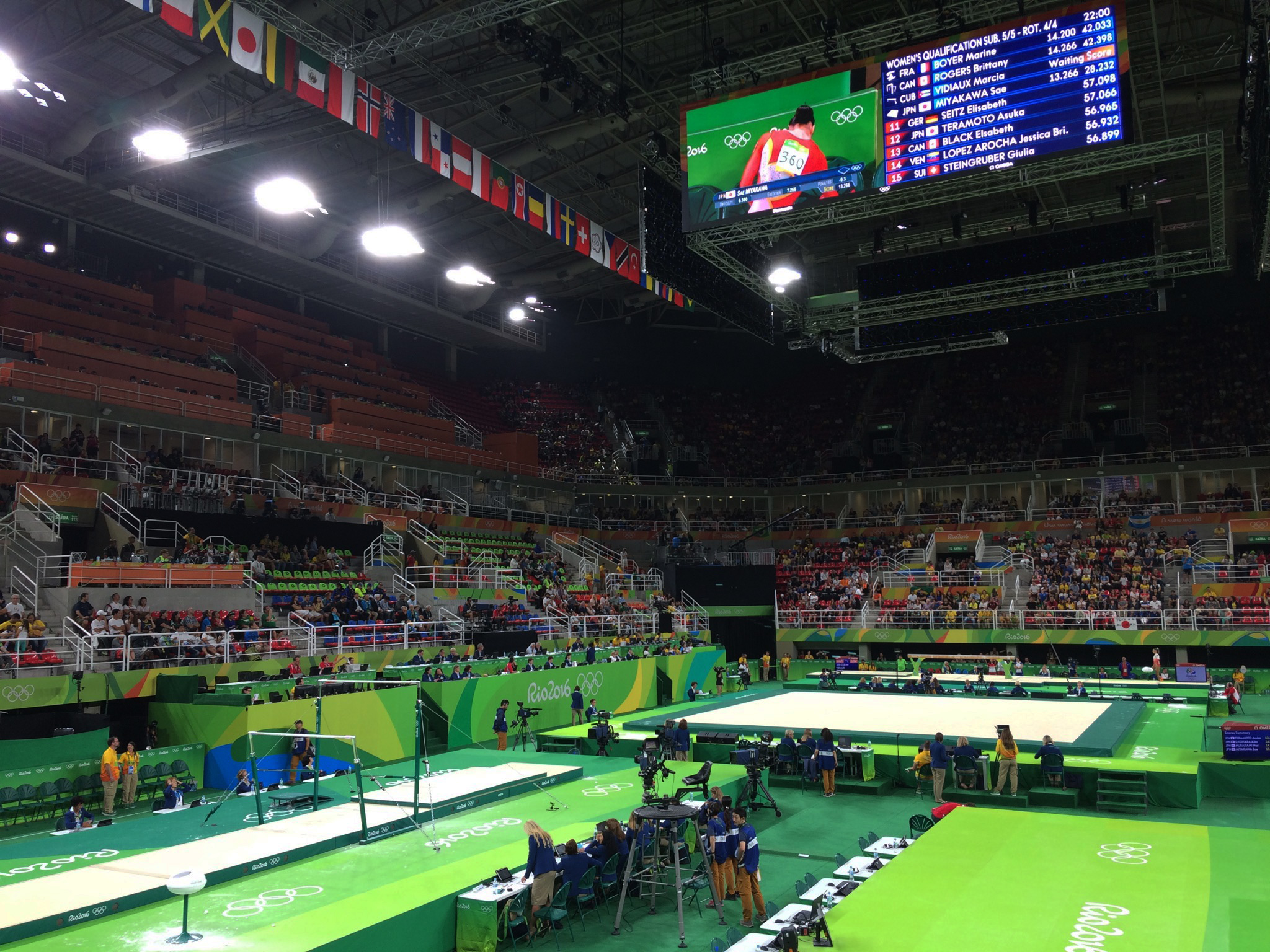

Sportovní gymnastika na Letních olympijských hrách 2016 v Riu de Janeiro proběhla od 6. srpna do 16. srpna.

## Medailisté

### Muži
| Soutěž                | Zlato                                                                                       | Stříbro                                                                                                | Bronz                                                                        |
| --------------------- | ------------------------------------------------------------------------------------------- | --- | ---------------------------------------------------------------------------- |
| Víceboj – družstva    | Japonsko (JPN) · Kenzō Shirai · Yusuke Tanaka · Koji Yamamuro · Kóhei Učimura · Ryōhei Katō | Rusko (RUS) · Denis Abljazin · David Běljavskij · Ivan Stretovič · Nikolai Kuksenkov · Nikita Nagornyy | Čína (CHN) · Deng Shudi · Lin Chaopan · Liu Yang · You Hao · Zhang Chenglong |
| Víceboj – jednotlivci | Kóhei Učimura · Japonsko (JPN)                                                              | Oleh Verňajev · Ukrajina (UKR)                                                                         | Max Whitlock · Velká Británie (GBR)                                          |
| Prostná               | Max Whitlock · Velká Británie (GBR)                                                         | Diego Hypólito · Brazílie (BRA)                                                                        | Arthur Mariano · Brazílie (BRA)                                              |
| Kůň našíř             | Max Whitlock · Velká Británie (GBR)                                                         | Louis Smith · Velká Británie (GBR)                                                                     | Alexander Naddour · Spojené státy americké (USA)                             |
| Kruhy                 | Eleftherios Petrunias · Řecko (GRE)                                                         | Arthur Zanetti · Brazílie (BRA)                                                                        | Děnis Abljazin · Rusko (RUS)                                                 |
| Přeskok               | Ri Se-gwang · Severní Korea (PRK)                                                           | Denis Abljazin · Rusko (RUS)                                                                           | Kenzō Shirai · Japonsko (JPN)                                                |
| Bradla                | Oleh Verňajev · Ukrajina (UKR)                                                              | Danell Leyva · Spojené státy americké (USA)                                                            | David Běljavskij · Rusko (RUS)                                               |
| Hrazda                | Fabian Hambüchen · Německo (GER)                                                            | Danell Leyva · Spojené státy americké (USA)                                                            | Nile Wilson · Velká Británie (GBR)                                           |

### Ženy
| Soutěž                | Zlato | Stříbro | Bronz                                                                                |
| --------------------- | --- | --- | ------------------------------------------------------------------------------------ |
| Víceboj – družstva    | Spojené státy americké (USA) · Simone Bilesová · Gabby Douglasová · Laurie Hernandezová · Madison Kocianová · Aly Raismanová | Rusko (RUS) · Angelina Melniková · Alija Mustafinová · Maria Pasekaová · Daria Spiridonova · Seda Tutkhalyanová | Čína (CHN) · Fan Yilinová · Mao Yi · Shang Chunsongová · Tan Jiaxinová · Wang Yanová |
| Víceboj – jednotlivci | Simone Bilesová · Spojené státy americké (USA)                                                                               | Aly Raismanová · Spojené státy americké (USA)                                                                   | Alija Mustafinová · Rusko (RUS)                                                      |
| Přeskok               | Simone Bilesová · Spojené státy americké (USA)                                                                               | Maria Pasekaová · Rusko (RUS)                                                                                   | Giulia Steingruberová · Švýcarsko (SUI)                                              |
| Bradla                | Alija Mustafinová · Rusko (RUS)                                                                                              | Madison Kocianová · Spojené státy americké (USA)                                                                | Sophie Schederová · Německo (GER)                                                    |
| Kladina               | Sanne Weversová · Nizozemsko (NED)                                                                                           | Laurie Hernandezová · Spojené státy americké (USA)                                                              | Simone Bilesová · Spojené státy americké (USA)                                       |
| Prostná               | Simone Bilesová · Spojené státy americké (USA)                                                                               | Aly Raismanová · Spojené státy americké (USA)                                                                   | Amy Tinklerová · Velká Británie (GBR)                                                |

## Přehled medailí
| Pořadí | Země                   | Zlato | Stříbro | Bronz | Celkově |
| ------ | ---------------------- | ----- | ------- | ----- | ------- |
| 1      | Spojené státy americké | 4     | 6       | 2     | 12      |
| 2      | Rusko                  | 3     | 5       | 3     | 11      |
| 3      | Velká Británie         | 2     | 2       | 3     | 7       |
| 4      | Japonsko               | 2     | 0       | 1     | 3       |
| 5      | Ukrajina               | 1     | 1       | 1     | 3       |
| 6      | Německo                | 1     | 0       | 1     | 2       |
| 7      | Bělorusko              | 1     | 0       | 0     | 1       |
| 7      | Kanada                 | 1     | 0       | 0     | 1       |
| 7      | Řecko                  | 1     | 0       | 0     | 1       |
| 7      | Nizozemsko             | 1     | 0       | 0     | 1       |
| 7      | Severní Korea          | 1     | 0       | 0     | 1       |
| 12     | Brazílie               | 0     | 2       | 1     | 3       |
| 13     | Čína                   | 0     | 1       | 4     | 5       |
| 14     | Španělsko              | 0     | 1       | 0     | 1       |
| 15     | Bulharsko              | 0     | 0       | 1     | 1       |
| 15     | Švýcarsko              | 0     | 0       | 1     | 1       |
| celkem | celkem                 | 18    | 18      | 18    | 54      |